# Hiram (telenovela)
Hiram é uma telenovela filipina produzida e exibida pela ABS-CBN, cuja transmissão ocorreu em 2004.

## Elenco
- Kris Aquino - Diana Benipayo-Verdadero
- Dina Bonnevie - Sophia Borromeo
- Anne Curtis - Stephanie Borromeo
- Heart Evangelista - Margaret Benipayo
- Geoff Eigenmann - Andrew Florendo
- John Estrada - Edward Verdadero
- Mickey Ferriols - Beatrice